# Непальская коммунистическая партия
Непальская коммунистическая партия (непальск. नेपाल कम्युनिष्ट पार्टी) — правящая политическая партия в Непале (и крупнейшая коммунистическая партия в Южной Азии). Она была основана 17 мая 2018 года в результате объединения двух левых партий: Коммунистической партии Непала (объединённой марксистско-ленинской) и Коммунистической партии Непала (Маоистский центр).
Объединение было завершено Объединенным координационным комитетом после 8 месяцев планирования. Обе партии-предшественницы самораспустились, уступив место новой объединенной партии. Партия сохраняет избирательный символ КПН (объединённой марксистско-ленинской) — солнце. НКП является крупнейшей политической партией в Палате представителей, Национальном собрании и в шести из семи провинциальных ассамблей. Кхадга Прасад Оли, премьер-министр Непала с 15 февраля 2018 года, является сопредседателем партии наряду с Пушпа Камал Дахалом (товарищем Прачандой). В Центральном комитете новой партии, созданном в результате объединения ЦК Кoмпартии Непала (Маoистский центр) и Компартии Непала (объединённой марксистско-ленинскoй), состоит 441 человек.

## Федеральное правление
| Пратинидхи Сабха | Раштрия Сабха | Правительство | Премьер-Министр/Лидер парламентской фракции партии |
| ---------------- | ------------- | ------------- | -------------------------------------------------- |
| 174 из 275       | 42 из 59      | НКП           | Кхадга Прасад Оли                                  |

## Присутствие в различных провинциях
| Провинция          | Мест      | Правительство | Главный министр/Лидер партии провинции |
| ------------------ | --------- | ------------- | -------------------------------------- |
| 1-я провинция      | 66 из 93  | НКП           | Шер Дхан Рай                           |
| Мадхеш             | 32 из 107 | Оппозиция     | Пракаш Бахадур Шах                     |
| Багмати-Прадеш     | 81 из 110 | НКП           | Dormani Пудел                          |
| Гандаки-Прадеш     | 39 из 60  | НКП           | Притхви Субб Гурунг                    |
| Лумбини-Прадеш     | 61 из 87  | НКП           | Шанкар Покхрел                         |
| Карнали-Прадеш     | 34 из 40  | НКП           | Махендра Бахадур Шахи                  |
| Судурпаштин-Прадеш | 39 из 53  | НКП           | Трилохан Бхатта                        |